# أساطير القوة
أساطير القوة أو أساطير السحر (بالإنجليزية: Runes of Magic) هي لعبة تقمص الأدوار كثيفة اللاعبين على الإنترنت، طورتها الشركة التايوانية رونويكر إنترتينمنت وترجمتها غيم فورج للغة الإنجليزية والألمانية، وأصدرتها شركة تحدي للغة العربية.

## الاستقبال
| استقبال |           |
| --- | --------- |
| الدرجات الإجمالية المجموع نقاط غيم رانكينغز 69.45% [ 3 ] ميتاكريتيك 71% [ 4 ] نتائج المراجعة نشرة نقاط يورو غيمر 6 من 10 [ 3 ] غيم سبوت 7.7 من 10 [ 3 ] غيمز رادار 5 من 10 [ 5 ] غيم تريلرز 8.2 من 10 [ 6 ] آي جي إن 7.9 من 10 [ 3 ] بي سي غيمر (المملكة المتحدة) 48% [ 3 ] بي سي زون 50% [ 3 ] فيديو غيمر.كوم 7 من 10 [ 7 ] |           |
| الدرجات الإجمالية |           |
| المجموع | نقاط      |
| غيم رانكينغز | 69.45%    |
| ميتاكريتيك | 71%       |
| نتائج المراجعة |           |
| نشرة | نقاط      |
| يورو غيمر | 6 من 10   |
| غيم سبوت | 7.7 من 10 |
| غيمز رادار | 5 من 10   |
| غيم تريلرز | 8.2 من 10 |
| آي جي إن | 7.9 من 10 |
| بي سي غيمر (المملكة المتحدة) | 48%       |
| بي سي زون | 50%       |
| فيديو غيمر.كوم | 7 من 10   |

فازت لعبة أساطير القوة بجائزة مطور الألعاب الألمانية لأفضل لعبة عالمية للحاسوب الشخصي عام 2009. وقد فازت أيضًا بتسع جوائز في اختيار القارئ الكثيف وجوائز اختيار فريق العمل في نفس السنة،
في 2010، فازت أساطير القوة للسنة التالية على التوالي جائزة مطور الألعاب الألمانية لأفضل لعبة على الإنترنت عام 2010.

## وصلات خارجية
- الموقع العربي الرسمي (مؤرشف)